# Tylos marcuzzii
Tylos marcuzzii är en kräftdjursart som beskrevs av Soika 1954. Tylos marcuzzii ingår i släktet Tylos och familjen Tylidae. Inga underarter finns listade i Catalogue of Life.